# Brigitte Köck
Brigitte Köck (Innsbruck, 18 de maio de 1970) é uma snowboarder austríaca.
Foi medalhista de bronze nos Jogos Olímpicos de Inverno de 1998, em Nagano, na modalidade slalom gigante.